# 파운드힘
파운드힘 또는 파운드중량 (pound-force, 기호: lbf, 또는 lbf)은 야드파운드법에서 사용하는 힘의 단위이다. 미국 이외의 국가에서 사용하는 것은 보기 드물고, 미국 내에서도 공식적으로는 사용하지 않는다.

## 정의
파운드힘은 지구의 표면에서 1개상형 파운드의 질량에 발휘된 중력과 거의 같다. 파운드힘은 18 세기경부터 사용하기 시작했지만, 중력가속도의 값은 장소에 따라 다르기 때문에 파운드힘의 값은 엄밀한 것은 아니었다. 따라서 파운드힘은 지구 중력의 미미한 변화는 대체로 무시할 수 있는 낮은 정밀도 측량에서 이용되었다. 그러나, 20세기에는 더 정확한 정의의 필요성이 대두되면서, 표준화된 중력 가속도 값을 필요로 하게 되었다. 1901년 국제 도량형 총회(CGPM)에서 킬로그램힘과 함께 표준 중력가속도가 정해졌다. 국제 도량형 총회에서 정해진 표준 중력가속도는 9.80665 m/s² (대략 32.17405 ft/s²)이다. 그 값을 야드파운드법으로 환산하는 것으로 파운드힘의 값을 엄밀하게 정할 수 있게 되었다.
1 파운드힘은 질량 1 파운드의 물체에 대해서 표준 중력가속도(9.80665 m/s², 196133/6096 ft/s²)와 같은 가속도를 일으키게 하는 힘이라고 정의된다. 간단하게 말하면, 질량 1 파운드인 물체의 지구상에서의 중량이다.
표준 중력가속도의 값을 사용하면, 1 파운드힘을 아래와 같이 정의할 수 있다.
| 1 파운드힘 | ≡ 1 파운드 × 중력에 의한 표준 중력가속도 |  |                     |
|            | ≡ 0.45359237 kg × 9.80665 m/s2           |  | = 4.4482216152605 N |
|            | = 32.17405 lbm·ft/s2                     |  |                     |
1 파운드힘은 정확하게 4.4482216152605 뉴턴이 된다.

## 단위 환산
| v • d • e • h                                                                      | 뉴턴 (SI unit) | 다인 dyn     | 킬로그램힘 kgf   | 파운드힘 lbf      | 파운달 pdl        |
| ---------------------------------------------------------------------------------- | -------------- | ------------ | ---------------- | ----------------- | ----------------- |
| 1 N(뉴턴)                                                                          | ≡ 1 kg·m/s²    | = 105 dyn    | ≈ 0.10197 kp     | ≈ 0.22481 lbf     | ≈ 7.2330 pdl      |
| 1 dyn(다인)                                                                        | = 10−5 N       | ≡ 1 g·cm/s²  | ≈ 1.0197×10−6 kp | ≈ 2.2481×10−6 lbf | ≈ 7.2330×10−5 pdl |
| 1 kp(킬로폰드)                                                                     | = 9.80665 N    | = 980665 dyn | ≡ gn·(1 kg)      | ≈ 2.2046 lbf      | ≈ 70.932 pdl      |
| 1 lbf(파운드힘)                                                                    | ≈ 4.448222 N   | ≈ 444822 dyn | ≈ 0.45359 kp     | ≡ gn·(1 lb)       | ≈ 32.174 pdl      |
| 1 pdl(파운달)                                                                      | ≈ 0.138255 N   | ≈ 13825 dyn  | ≈ 0.014098 kp    | ≈ 0.031081 lbf    | ≡ 1 lb·ft/s²      |
| 킬로그램힘의 공식적 정의에 사용되는 gn 값은 여기에 있는 모든 중력 단위에 사용된다. |                |              |                  |                   |                   |

## 같이 보기
- 무게
- 파운드 (단위)